# Стрелок (птица)
Стрелок, или новозеландский стрелок (лат. Acanthisitta chloris), — вид птиц из семейства новозеландских крапивников (Acanthisittidae), выделяемый в монотипический род стрелков (Acanthisitta). Эндемик островов Новой Зеландии — на островах Северный и Южный, а также Стьюарт, Грейт-Барриер и Литтл-Барриер. Обитают в лесах, на сельскохозяйственных угодьях, в кустарниковых местностях, пригородных парках и живых изгородях. Птицы питаются насекомыми, которых они собирают с коры, а также мха и лишайника растущих на деревьях. Длина тела птиц около 8,5 см; вес — 5—6 грамм.

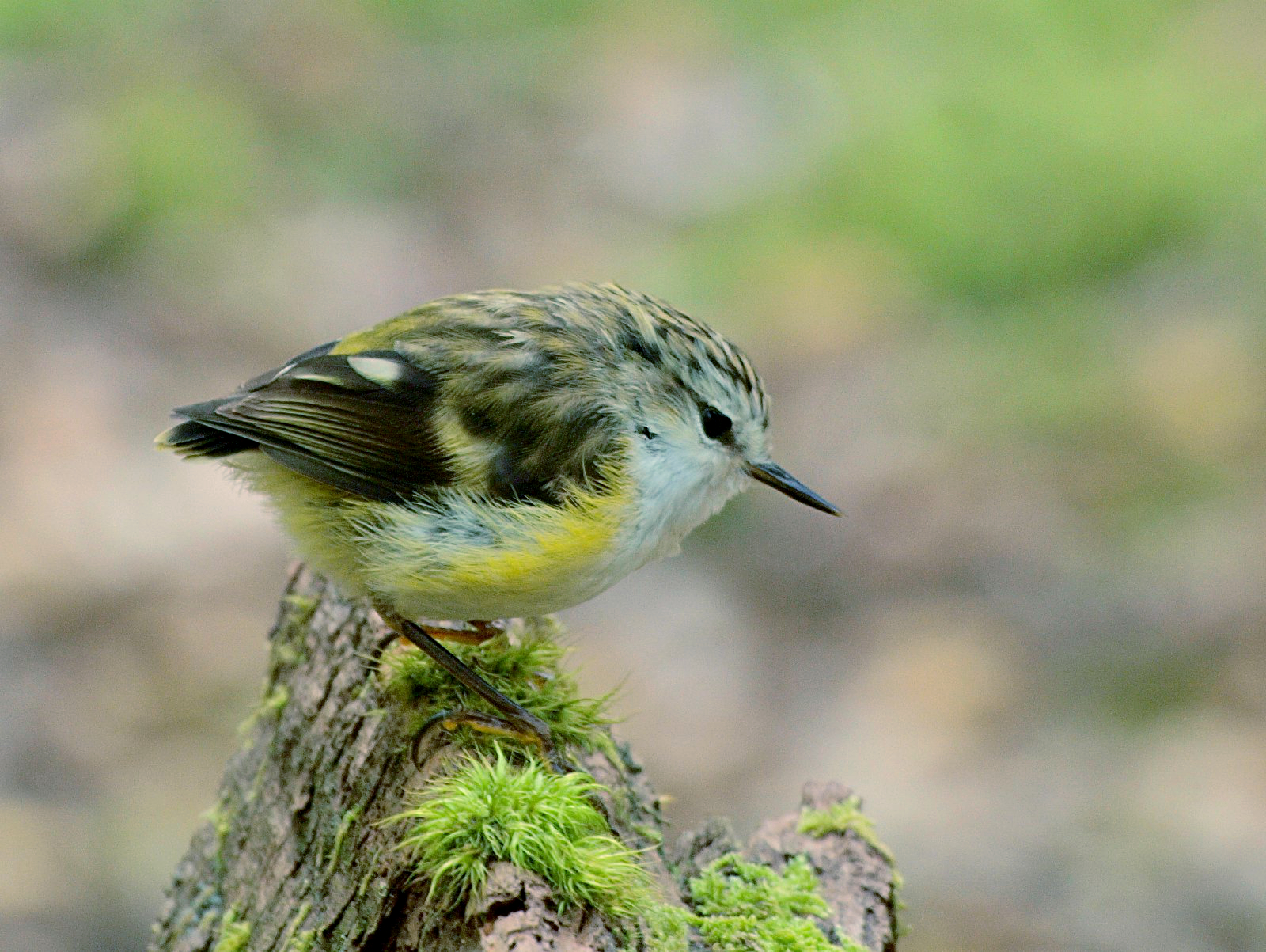
Самка стрелка

## Подвиды
Образует 2 подвида:
- A. c. chloris (Sparrman, 1787) — Южный остров и остров Стьюарт;
- A. c. granti Mathews & Iredale, 1913 — Северный остров.